# Теодор І Музака
Теодор I Музака (помер у 1331) — албанський шляхтич, який між 1319 і 1331 роками панував у володінні Берат. За словами Івана Музаки, він мав прізвисько «кешетесі», що означає той, хто має заплетене волосся. У нього був брат, граф Ментула Музака з Кліссури або сьогодні Кельцюри.

## Життєпис
Теодор I, син Андреа I Музаки, успадкував майно свого батька після його смерті 1319 року. Територія володінь сягала від Мізеке з центром Берат на території нинішньої Центральної Албанії, через Скрапар, Томорріче до Кельцира на території теперішньої південної Албанії.
Теодор I, який носив високий придворний титул Візантійської імперії протозебаст, жив у смутні часи. Після вбивства деспота Епіру Томи Комніна Дукаса Ангела (1296—1318) його племінником Ніколасом Орсіні цим новим деспотом Епіру став пфальцфельд Кефалонія. Ця узурпація престолу викликала інтерес візантійців, анжуйців і сербів. Кожна сторона намагалася забезпечити собі частку в роздробленій деспотії. Сербський король Стефан Урош II Милютин готувався до підпорядкування Албанії. Ще в червні 1319 року він прийняв титул правителя Рашії, Діоклії, Албанії та прибережного морського узбережжя. Його наступним пунктом призначення став Дуррес на території сучасної Албанії, яка з 1271 року належала Неаполітанському королівству. Там Стефан Урош II намагався виграти партію для себе. У 1319 році відбулося повстання проти анжуйців і жителі міста віддали належне сербському королю.
Щоб протистояти подальшому просуванню ворогів, які з усіх боків штурмували анжуйські землі, Філіп Тарентський з Анжуйського дому намагався з 1294 по 1332 рік перемогти його брата, короля Угорщини Карла Мартелла та бана Боснії Владіна. ліги проти сербів. Водночас Папа Йоганн XXII напучував «велику» Албанію, яка була віддана католицькій церкві в 1318 році, протосебастосу Вільгельму Блевісті та Теодору I. Музака, Ментуло або Матаранго, граф Кельцюри (син Теодора I), Андреа II Музака (син Теодора I), граф Діоклеї та морського узбережжя Владислав Конович, граф Вільгельм Албанський, Паулус (або Пал) Матеранга (зять Теодора I) та інші барони країни, лояльні до правління Анжуйських князів (1266—1356 рр.), не здаватися і, по можливості, робити все можливе, щоб повернути собі втрачені місця.
Теодор I помер близько 1331 року. Його наступником став його старший син Андреа II Музака.

## Нащадки
Теодор одружився з донькою Павла Охридського. Можливо, дочка Пала Гропи. Теодор мав двох синів:
- Андреа II Музака (1319 † 1372), севастократор, «regni Albaniae marescallum» (королівський маршал Албанії); ∞ Ефтимія Матренга (також: Етинія, Онората), дочка Паоло Матаранго, володаря Гори; з 1335 деспот Берату
- Ментуло або Матаранго, граф Келькіри[10]